# Tweede Kamerverkiezingen 2021/Kandidatenlijst/ChristenUnie
Van de kandidatenlijst voor de Tweede Kamerverkiezingen van 2021 van de ChristenUnie werd op 9 oktober 2020 de conceptversie bekendgemaakt. De definitieve lijst werd op het digitale congres van de ChristenUnie op 21 november 2020 vastgesteld. Er waren hierin geen wijzigingen aangebracht. Er waren 631 stemmen voor, 25 tegen en 13 onthoudingen.

## De lijst
- vet: verkozen
- schuin: voorkeurdrempel overschreden

1. Gert-Jan Segers - 238.225 stemmen
2. Carola Schouten - 47.008
3. Mirjam Bikker - 8.519
4. Don Ceder - 10.318
5. Pieter Grinwis - 1.240
6. Stieneke van der Graaf[a] - 11.497
7. Eppo Bruins - 4.261
8. Nico Drost[a] - 1.080
9. Hermen Vreugdenhil - 889
10. Dirjanne van Drongelen - 3.834
11. Frank Visser - 545
12. Simone Kennedy - 1.600
13. Bert Tijhof - 1.112
14. Bina Chirino - 4.573
15. Johanna Koffeman - 987
16. Gerdien Rots - 1.445
17. Alwin te Rietstap - 929
18. Efraïm Hart - 718
19. Carlijn Niesink - 1.183
20. Gert Jan Bent - 348
21. Elly van Wageningen - 476
22. Jan Henk Verburg - 446
23. Marijke Heuvelink - 380
24. Tobias Holtman - 353
25. Inge Jongman-Mollema - 479
26. Francis van der Mooren - 403
27. Andries Bouwman - 422
28. Marieke Visser - 365
29. Anil Kumar - 235
30. Arend Palland - 302
31. Hadassa Meijer - 540
32. Thomas van Arnhem - 379
33. Maroeska Veldkamp - 377
34. Sander Huisman - 180
35. Ben Bloem - 312
36. Tirtsa Kamstra - 170
37. Thera de Haan - 295
38. Lubbert van den Heuvel - 169
39. Esther Kaper - 289
40. Marco Vermin - 107
41. Daphne Steenbergen - 180
42. Cees Paas - 127
43. Nathalie Nede - 294
44. Henk Willem van Dorp - 124
45. Frans Blok - 68
46. Anne Westerduin - 252
47. Els van Dijk - 681
48. Jurjen de Groot - 54
49. Mirjam Kollenstaart - 600
50. Henk Stoorvogel - 1.905

VVD · PVV · CDA · D66 · GroenLinks · SP · PvdA · ChristenUnie · Partij voor de Dieren · 50PLUS · SGP · DENK · FVD · BIJ1 · JA21 · Code Oranje · Volt · NIDA · Piratenpartij · LP · JONG · Splinter · BBB · NLBeter · LHK · OPRECHT · JEZUS LEEFT · TROTS · UCF · Lijst 30 · PvdE · DFP · VSN · WZNL · Modern Nederland · De Groenen · PvdR
2002 · 2003 · 2006 · 2010 · 2012 · 
2017 · 
2021 · 
2023